# Урочище «Лутава» (заказник)
Уро́чище «Лу́тава» — ландшафтний заказник місцевого значення в Україні. Розташований у межах Коропського району Чернігівської області, на захід від села Сохачі. 
Площа 358 га. Статус присвоєно згідно з рішенням Чернігівської обласної ради від 11.04.2000 року. Перебуває у віданні ДП «Борзнянське лісове господарство» (Коропське л-во, кв. 1-6). 
Статус присвоєно для збереження лісового масиву на лівобережжі Десни. У деревостані переважають соснові насадження, в домішку береза, дуб. 